# ذراع مكابس (السياني)

تعديل مصدري - تعديل

ذراع مكابس هي إحدى قرى عزلة الهادس بمديرية السياني التابعة لمحافظة إب، بلغ تعداد سكانها 416 نسمة حسب تعداد اليمن لعام 2004.